# 丹野裕美
丹野 裕美（たんの ひろみ、1974年5月11日 - ）は、宮城県を中心に活動するローカルタレント。
宮城県仙台市出身。A型。MOCファッションモデルエージェンシー所属。

## 現在の担当番組
- ミヤギテレビ『OH!バンデス』レギュラー